# E. Thorbjørn

Evelyn Bøje Thorbjørn Andersen (født 19. marts 1911 i Solbjerg, død 31. maj 1990) var en dansk maler, som især dyrkede landskabsmotiver fra Himmerland og Grønland.
Thorbjørn signerede sine malerier E. Thorbjørn, og hans malerier ses ofte på auktion under navnet Einar Thorbjørn.